# Antoni (Abaszydze)
Dymitr, po przyjęciu wielkiej schimy Antoni, imię świeckie Dawid Ilicz Abaszydze (ur. 30 września?/12 października 1867 w Tyflisie, zm. 1 listopada 1942 w Kijowie) – biskup Rosyjskiego Kościoła Prawosławnego narodowości gruzińskiej, święty prawosławny.

## Życiorys
Pochodził z gruzińskiego rodu arystokratycznego. W 1891 ukończył z wyróżnieniem studia prawnicze na uniwersytecie w Noworosyjsku. W tym samym roku udał się do Kijowa, by podjąć studia na Kijowskiej Akademii Duchownej i złożyć wieczyste śluby mnisze w ławrze Pieczerskiej. Przyjął imię mnisze Dymitr na cześć św. Dymitra z Rostowa, po czym przyjął święcenia diakońskie z rąk biskupa Sylwestra (Olszewskiego). W 1896 ukończył Akademię z tytułem kandydata nauk teologicznych i przyjął święcenia kapłańskie. Został również zatrudniony jako wykładowca Pisma Świętego w seminarium duchownym w Tyflisie. Następnie przez rok (od 1897 do 1898) był inspektorem seminarium duchownego w Kutaisi i przez dwa następne – inspektorem seminarium w Tyflisie. W okresie tym wszedł w konflikt z seminarzystą Josifem Dżugaszwilim, późniejszym Stalinem, przyczyniając się ostatecznie do jego wydalenia ze szkoły. W 1900 otrzymał godność archimandryty i rektora Aleksandrowskiego misyjnego seminarium duchownego w Ardonie.
23 kwietnia 1902 miała miejsce jego chirotonia na wikariusza Egzarchatu Gruzińskiego z tytułem biskupa alawerdzkiego. Jako konsekratorzy wzięli w niej udział egzarcha Gruzji metropolita Aleksy, biskupi władykaukaski Włodzimierz, gurijsko-megrelski Aleksander, suchumski Arseniusz, imeretyński Leonid oraz gorijski Beniamin. W roku następnym został ordynariuszem eparchii gurijsko-megrelskiej.
W 1905 przeniesiony do eparchii podolskiej jako jej biskup pomocniczy z tytułem biskupa bałckiego, zaś w 1906 na katedrę turkiestańską i taszkencką. Była to ówcześnie najbiedniejsza eparchia Rosyjskiego Kościoła. Dzięki staraniom biskupa Dymitra, który uzyskał na cel jej rozwoju wsparcie materialne samego cara Mikołaja II, liczba jej parafii wzrosła ponad dwukrotnie. W 1912 został ordynariuszem eparchii taurydzkiej i symferopolskiej. W 1914, po wybuchu I wojny światowej wyjechał na front w charakterze zwykłego kapelana na okręcie „Marija“. Rok później został podniesiony do godności arcybiskupiej. Uczestniczył w Soborze Lokalnym Rosyjskiego Kościoła Prawosławnego w latach 1917–1918. Następnie wrócił do Symferopola.
Brał udział w tworzeniu Tymczasowego wyższego zarządu cerkiewnego na południowym wschodzie Rosji. Początkowo był zastępcą jego przewodniczącego, następnie de facto przejął obowiązki przewodniczącego, by ostatecznie przekazać je metropolicie kijowskiemu Antoniemu. Wielokrotnie apelował do Białych i Czerwonych o pokój. W 1919 emigrował z ogarniętej wojną domową Rosji, jednak zdecydował się na powrót, według innego źródła – nie skorzystał z możliwości wyjazdu w czasie masowej ewakuacji Białych z Krymu. W 1922 został aresztowany w Symferopolu i skazany na śmierć za wspieranie Białych w czasie wojny domowej, jednak wyrok został przesłany do potwierdzenia Stalinowi, który nakazał jego zmianę na karę pozbawienia wolności. Biskup przebywał w więzieniu dwa lata, stracił w tym czasie wzrok.
W 1925 Dymitr (Abaszydze) wrócił do Kijowa i dołączył do wspólnoty mnichów ławry Pieczerskiej. Częściowo odzyskał wzrok. W 1926 złożył śluby mnisze wielkiej schimy z imieniem Antoni (na cześć św. Antoniego Pieczerskiego). W ławrze przebywał do jej zamknięcia w 1929, następnie zamieszkiwał u swoich duchowych dzieci. Zyskał opinię świętego starca. W 1941, po zajęciu Kijowa przez Niemców i ponownym otwarciu ławry Pieczerskiej, schiarcybiskup Antoni wrócił do niej i objął funkcję przełożonego wspólnoty. Zmarł w 1942 lub 1943 w Kijowie i został pochowany w pobliżu wejścia do Bliższych Pieczar ławry Pieczerskiej. Po jego śmierci pojawił się jego nieformalny kult. Nagrobek duchownego został zniszczony po ponownym zamknięciu ławry w latach 60. XX wieku i odrestaurowany po upadku ZSRR.
14 czerwca 2011 Święty Synod Ukraińskiego Kościoła Prawosławnego Patriarchatu Moskiewskiego, na wniosek przewodniczącego komisji ds. kanonizacji arcybiskupa chersońskiego Jana ogłosił go świętym czczonym lokalnie (tj. na terytorium Ukrainy). Dniem jest wspomnienia jest 1 listopada (rocznica śmierci). Uroczysta kanonizacja odbyła się 23 kwietnia 2012 w ławrze Pieczerskiej pod przewodnictwem metropolity kijowskiego i całej Ukrainy Włodzimierza.